# Phare de Waugoshance
Le phare de Waugoshance (en anglais : Waugoshance Light), est un phare inactif du lac Michigan situé au large de l'île Waugoshance dans le Comté d'Emmet, Michigan.
Ce phare est inscrit au Registre national des lieux historiques depuis le 4 août 1983 sous le no 83000841.

## Historique
Les bateaux en provenance de Chicago en direction du nord et de l'est doivent naviguer sur la pointe étroite du nord du lac Michigan, et les dangers sont nombreux comme la zone autour de Waugoshance Point (en), du phare de White Shoal plus au nord et du phare de Grays Reef.
En 1832, le premier bateau-phare sur les Grands Lacs a été placé ici. Ce bateau-phare en bois était le Lois McLain. En 1851, il a été remplacé par le phare de Waugoshance, qui se trouve dans la zone du Wilderness State Park (en), et qui reste l'une des zones les plus dangereuses près du détroit de Mackinac.

### Le phare
Le phare de Waugoshance fut sans doute la première lumière offshore construite dans les Grands Lacs. Sa construction et son entretien continu ont été rendus extrêmement dangereux par les conditions météorologiques extrêmes de la région et l'action des vagues est amplifiée par la présence des hauts-fonds.
L'imposante structure immergée était une première sur les Grands Lacs. La jetée a été reconstruite en 1870. La lanterne contenait à l'origine la première lentille de Fresnel du quatrième ordre des Grands Lacs. Bien que la tour soit maintenant de couleur grise, elle était à l'origine peinte en quatre larges bandes horizontales rouges et blanches comme marque de jour. Ses murs étaient recouverts d'acier. Le phare a fonctionné de 1851 jusqu'à sa désactivation en 1912, quand il est resté la propriété du gouvernement fédéral américain. Sa structure était similaire au phare de Big Sable Point, qui était fabriqué à partir de Cream City Brick (en), et devait également être enfermé dans une plaque en acier pour retarder la détérioration.
Pendant la Seconde Guerre mondiale, la lumière abandonnée a été utilisée par l'United States Navy pour les bombardements. La maison du gardien du phare et toute la charpente en bois du phare ont brûlé. La coque métallique est tombée. Aujourd'hui, le phare est considéré comme l'un des phares les plus menacés.

### Statut actuel
La Waugoshance Lighthouse Preservation Society a été créée en 2000. Elle a entrepris sa préservation et sa restauration. Elle a sollicité des fonds pour reconstruire la lumière et cherche à obtenir un bail prolongé de la Garde côtière américaine, afin que la restauration puisse se poursuivre. En 2009, en vertu de la National Historic Lighthouse Preservation Act (en), le phare a été mis en vente publique.
Identifiant : ARLHS : USA-854.

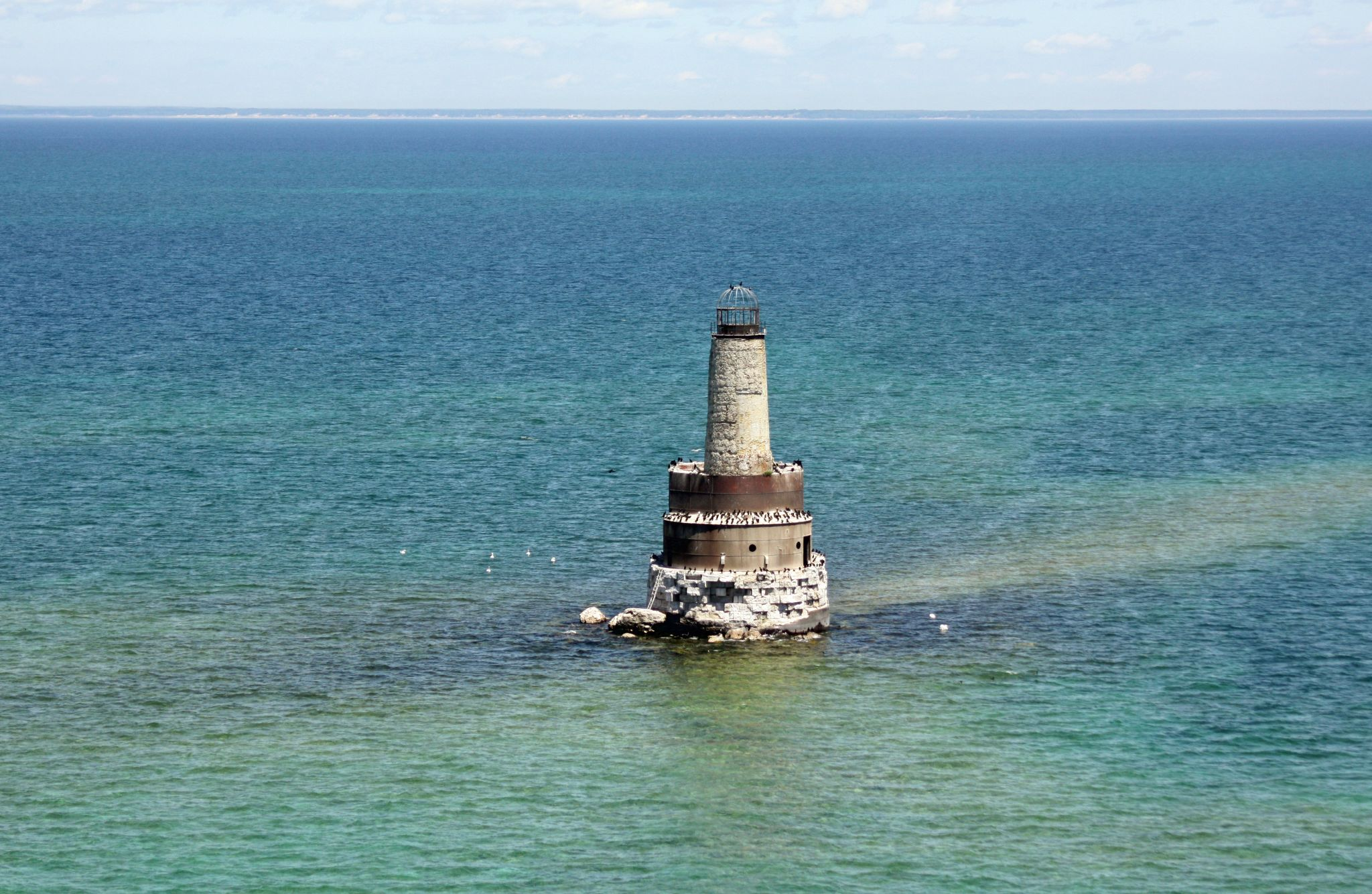
Le phare
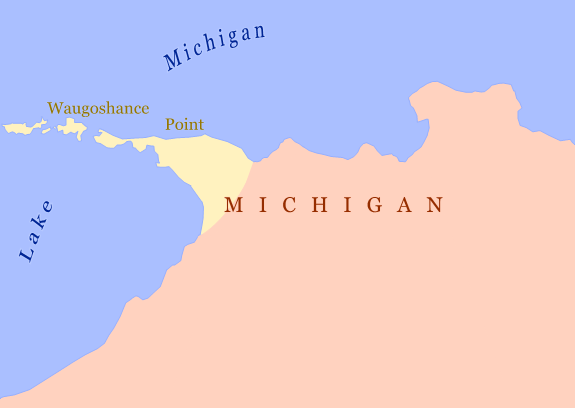
Localisation

### Lien connexe
- Liste des phares au Michigan